# آغین کایاران
آغین کایاران (به ارمنی: Աղին կայարանի գյուղ) یک روستا در ارمنستان است که در استان شیراک واقع شده‌است. آغین کایاران در ۱ کیلومتری جنوبغرب روستای آغین واقع شده است.

## خصوصیات
آغین کایاران  ۷۲ نفر جمعیت دارد و در ارتفاع ۱۴۶۰ متر بالاتر از سطح دریا قرار گرفته است.